# Kłonice
Kłonice (niem. Klonitz) – wieś w Polsce położona w województwie dolnośląskim, w powiecie jaworskim, w gminie Paszowice, na Pogórzu Kaczawskim (Pogórzu Złotoryjskim) w Sudetach, na pograniczu z Przedgórzem Sudeckim.

## Podział administracyjny
W latach 1975–1998 miejscowość administracyjnie należała do województwa legnickiego.

## Nazwa
Pierwsza wzmianka o miejscowości pochodzi ze średniowiecznego dokumentu z 1305 roku gdzie wymieniona jest jako Clonitz.

## Zabytki
Do wojewódzkiego rejestru zabytków wpisane są obiekty:
- zespół pałacowy, z XVI w., przebudowany w XIX w.:
  - pałac
  - park
  - folwark:
    - stajnia z wozownią
    - obora
    - chlewnia
    - spichrz
    - oficyna mieszkalna
- wieża widokowa na wzniesieniu Radogost, z 1893 r.